# Herlev/Hjorten Badminton
Herlev/Hjorten Badminton er en badmintonklub i Herlev, en forstad til København. Klubben er en af de største i Danmark, med ca. 550 medlemmer, og deres 1. seniorhold ligger pt. i 3. division. 
| Sport | Spire Denne artikel om sport er en spire som bør udbygges. Du er velkommen til at hjælpe Wikipedia ved at udvide den. |